# VP-30
60ème Escadron de patrouille
Le Patrol Squadron THIRTY ou VP-30, connu sous le nom de "Pro's Nest", est un escadron de patrouille maritime basée à la Naval Air Station Jacksonville en Floride et qui est un Fleet Replacement Squadron (FRS).

## Historique
La mission du VP-30 est de fournir une formation spécifique au Boeing P-8 Poseidon et Lockheed P-3 Orion aux aviateurs navals, aux officiers de bord de la marine et aux équipages navals enrôlés avant de se présenter à la flotte. Plus de 650 membres du personnel forment plus de 800 officiers et militaires chaque année, en utilisant 10 avions P-3C Orion et 10 P-8A Poseidon. En plus des enrôlés de l'US Navy, des officiers et du personnel du NOAA Commissioned Officer Corps, des militaires étrangers d'Australie, du Canada, du Japon, des Pays-Bas, de Norvège, d'Allemagne, d'Espagne, d'Argentine, de Thaïlande, du Chili et de la République de Corée ont tous reçu des équipages spécifiques et formation à la maintenance sur différentes variantes du P-3 à VP-30.

## Galerie
|                |
| Orion du VP-30 |

|                |
| Orion du VP-30 |